# Neoscona pseudoscylla
Neoscona pseudoscylla là một loài nhện trong họ Araneidae.
Loài này thuộc chi Neoscona. Neoscona pseudoscylla được Ehrenfried Schenkel-Haas miêu tả năm 1953.